# Geoff Bradford
Geoffrey Reginald William Bradford, plus connu sous le nom de Geoff Bradford (né le 18 juillet 1927 à Bristol en Angleterre du Sud-Ouest, et mort le 30 décembre 1994 dans la même ville) est un joueur de football international anglais qui évoluait au poste d'attaquant.

## Palmarès
Bristol Rovers
- Championnat d'Angleterre D3 (1) :
  - Champion : 1952-53 (sud).
  - Meilleur buteur : 1952-53 (33 buts).